# Карпинско евангелие
Карпинското евангелие e среднобългарски книжовен паметник от края на XIII век.
Съдържа 168 пергаментови листа и представлява пълен апракос (богослужебно евангелие). През 1868 г. Александър Хилфердинг го намира в Карпинския манастир „Въведение на Пресвета Богородица“ заедно с Карпинския апостол. Двата ръкописа са подвързани заедно и датират от приблизително едно и също време, но са дело на различни книжовници. Чрез Хилфердинг те попадат в библиотеката на руския колекционер Алексей Хлудов. Днес се пазят в Москва, Държавен исторически музей (ГИМ), Хлудова сбирка, № 28.

## Издание
- Карпинско евангелие (ред. В. Десподова). Прилеп-Скопје, 1995.